# Fleshkiller
Fleshkiller est un groupe de death metal de Norvège et de l'Indiana, aux États-Unis d'Amérique.

## Histoire
Fleshkiller a commencé en 2015 en Norvège comme un projet parallèle d'Ole Børud du groupe de métal progressif, Extol et Peter Dalbakk du groupe Vardøger. Børud et Dalbakk étaient d'anciens camarades du groupe Schaliach, un groupe de death-doom qu'ils ont formé ensemble. Les deux ont engagé le batteur Andreas Skorpe Sjøen du groupe Umpfel. Le groupe a ajouté Ole Vistnes comme bassiste du groupe, des groupes Shining et Tristania.
Dalbakk quittera plus tard le groupe pour passer plus de temps avec sa famille. Le groupe remplacerait Dalbakk par Elisha Mullins, chanteur de The Burial et ancien guitariste de A Hill to Die Upon. Børud était entré en contact avec Mullins lors de leurs deux passages sur la liste de Facedown Records. Le groupe signera plus tard chez Indie Recordings en Europe et Facedown Records en Amérique du Nord pour sortir leur premier album Awaken,,,.
Le 30 juin 2017, le groupe sort son premier single, "Parallel Kingdom",. Le groupe a sorti son deuxième single "Warfare" le 18 août 2017, via un clip,. Le 1er septembre 2017, le groupe sort "Salt of the Earth", leur troisième et dernier single avant la sortie de l'album le 15 septembre. L'album sort le 15 septembre 2017, et reçoit un accueil fantastique.

## Style et influences musicales
Tout comme Extol, Fleshkiller s'inspire de plusieurs groupes, dont Death, Steely Dan, Yes et Necrophagist.
Le groupe joue un style de thrash metal et de death metal, qui a été influencé par Death, mais avec un sens harmonique qui vient du rock progressif, qui a été principalement influencé par Yes. Le groupe reste proche lyriquement de ce qu'Extol avait promu à travers le genre metal chrétien. Le groupe a été comparé à Devin Townsend,, Textures, et Animals As Leaders.

## Membres
Les membres actuels
- Ole Børud - guitares, chant (depuis 2015) (Extol, Schaliach, Arnold B. Family, Selfmindead)
- Elisha Mullins - guitares, chant (depuis 2017) (The Burial, A Hill to Die Upon)
- Ole Vistnes - basse (depuis 2016) (Shining, Tristania, Extol, In Vain)
- Andreas Skorpe Sjøen - batterie (depuis 2016) (Umpfel)

Anciens membres
- Peter Dalbakk - chant (2015-2017) (Schaliach, Vardøger )

## Discographie
Albums studios
EP
- "Royaume Parallèle" (30 juin 2017[11])
- "Guerre" (18 août 2017[13]),[14]
- "Sel de la Terre" (1er septembre 2017[15])